# Tarmo Teder

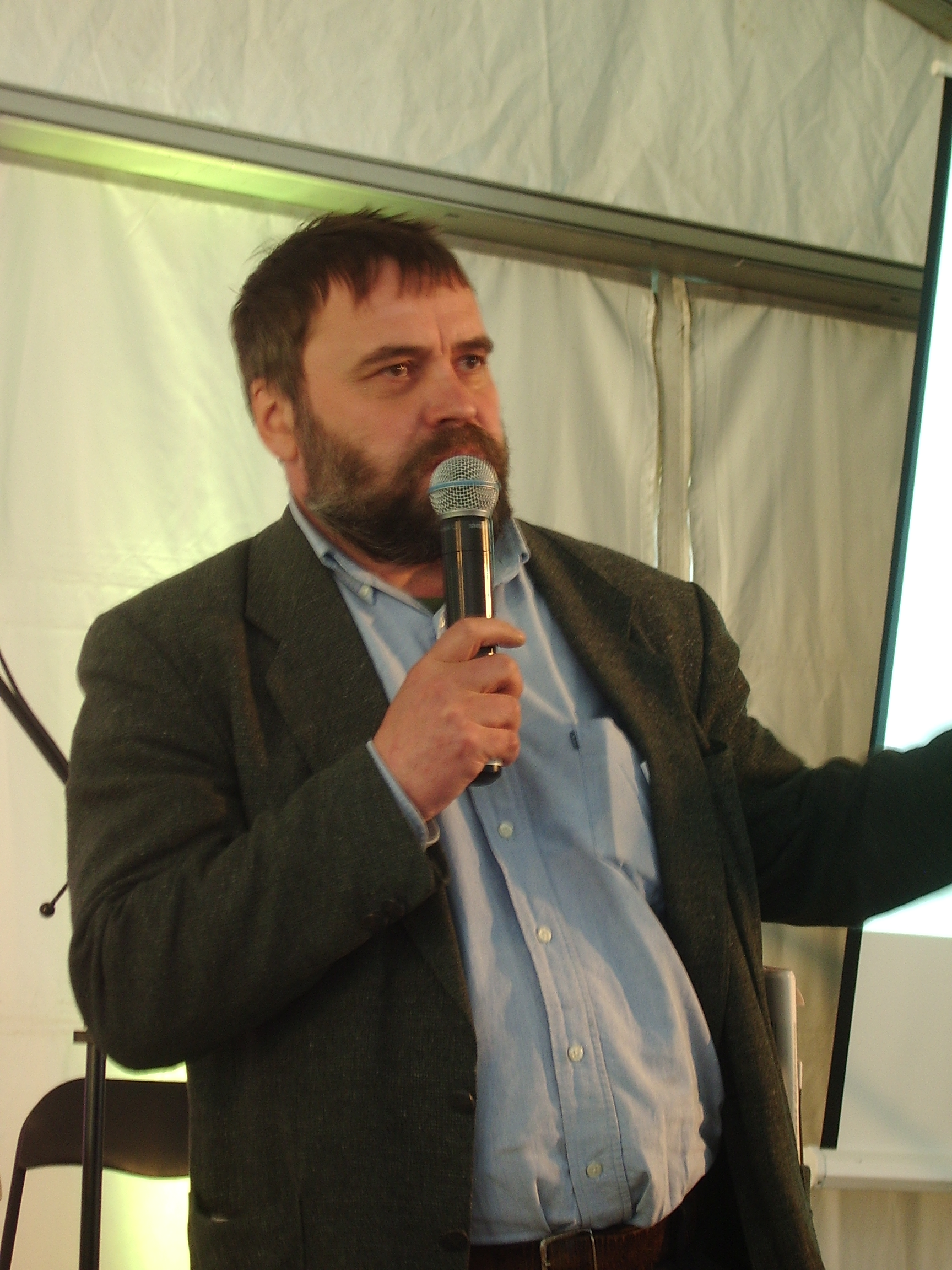
Tarmo Teder podczas Festiwalu Literatury w Tallinnie, maj 2009

Tarmo Teder (ur. 1958 w Kuressaare) – estoński pisarz, poeta i krytyk literacki i filmowy.

## Życiorys
Urodził się na wyspie Sarema. W latach 1973–1976 studiował na politechnice w Tallinnie, a następnie kontynuował naukę w latach 1976-1978 na studiach wieczorowych w Kingissepa (nazwa miasta Kuressaare w latach 1952-1988).
W latach 1994–1995 pracował jako redaktor działu kulturalnego w czasopiśmie Rahva Hääl. W 1995-1998 pracował w redakcji gazety Eesti Päevaleht a następnie od 1998 r. w redakcji czasopisma kulturalnego Sirp. Zadebiutował w 1990 r. tomem opowiadań. Pisze opowiadania, nowele, poezje, powieści oraz eseje.
Od 1996 r. jest członkiem Związku Pisarzy Estońskich.
Tarmo Teder został dwukrotnie wyróżniony nagrodą im. Friedeberta Tuglasa: w 2001 r. za opowiadanie Kohtumine oraz w 2005 r. za opowiadanie Viimase idealisti pildid (zostały one opublikowane na łamach czasopisma Looming).

## Dzieła
- 1990 - Tumedad jutud (tom opowiadań)
- 1995 - Kurat kargas pähe (powieść)
- 1995 - Taevatule valgel (tom wierszy)
- 2001 - Angerjapõõsa varjud (wiersze)
- 2001 - Jutte kambrist 27-1 (opowiadania)
- 2002 - Pööningujutud (opowiadania)
- 2004 - Luurejutud (opowiadania)
- 2006 - Onanistid (powieść)
- 2008 - Igemest ja abemest (eseje)